# 黃仲賢
黃仲賢（Wong Chung Yin, Chan，1964年12月—），香港出生，是香港著名結他手。在唱片製作及演唱會方面，與他合作過的歌手無數，其中包括王菲、黎明、容祖兒、Beyond、楊千嬅、許志安、陳小春、陳奕迅、陳慧琳、Twins等。
黃仲賢1984年於香港理工學院畢業。同時，黃仲賢也是黃家駒的結他學生，1986年師從黃家駒，曾多次在Beyond樂隊演唱會上幫手彈結他。亦參加過汗、Mid-Night Party、遙多等數隊樂隊。
黃仲賢也是伯樂音樂學院流行音樂演奏系的流行結他導師。